# Derezuvate, Sînelnîkove
Derezuvate (în ucraineană Дерезувате) este localitatea de reședință a comunei Derezuvate din raionul Sînelnîkove, regiunea Dnipropetrovsk, Ucraina.

## Demografie
Componența lingvistică a localității Derezuvate
     Ucraineană (96,11%)
     Rusă (3,24%)
Conform recensământului din 2001, majoritatea populației localității Derezuvate era vorbitoare de ucraineană (96,11%), existând în minoritate și vorbitori de rusă (3,24%).